# Silvestro nel paese dei giganti
Silvestro nel paese dei giganti (Tweety and the Beanstalk) è un film del 1957 diretto da Chuck Jones. È un cortometraggio animato della serie Merrie Melodies, prodotto dalla Warner Bros. e uscito negli Stati Uniti il 16 maggio 1957. I protagonisti del cartone animato sono Silvestro e Titti.
È il terzo cortometraggio basato dalla fiaba Jack e il fagiolo magico.